# Vuk Rašović
Vuk Rašović (cyr. Вук Рашовић; ur. 3 stycznia 1973 w Dortmundzie) – serbski piłkarz występujący na pozycji obrońcy. Reprezentant Jugosławii.

## Kariera klubowa
Rašović karierę rozpoczynał w sezonie 1992/1993 w pierwszoligowym Partizanie. Jego barwy reprezentował przez dwa sezony, zdobywając z nim dwa mistrzostwa Jugosławii (1993, 1994) oraz Puchar Jugosławii (1994). W 1994 odszedł do pierwszoligowego FK Rad, gdzie występował przez trzy sezony.
W 1997 Rašović przeszedł do bułgarskiej Sławii Sofia, w której spędził sezon 1997/1998. Następnie wrócił do Partizana, z którym wywalczył dwa mistrzostwa (1999, 2002) i dwa wicemistrzostwa (2000, 2001) oraz Puchar Jugosławii (2001). W 2002 został graczem rosyjskiego klubu Krylja Sowietow Samara. Przez dwa sezony rozegrał tam 11 spotkań w pierwszej lidze rosyjskiej.
W 2004 Rašović podpisał kontrakt z amerykańskim Kansas City Wizards. Spędził tam sezon 2004, a potem zakończył karierę.

## Kariera reprezentacyjna
W reprezentacji Jugosławii Rašović zadebiutował 14 czerwca 1997 w zremisowanym 0:0 meczu towarzyskiego turnieju Korea Cup z Egiptem. W latach 1997–2001 w drużynie narodowej rozegrał 5 spotkań.

## Kariera trenerska
Jako trener Rašović prowadził zespoły FK Teleoptik oraz FK Partizan, a w 2015 roku został szkoleniowcem Dynamy Mińsk.